# 7508 Icke
7508 Icke (2327 T-3) là một tiểu hành tinh vành đai chính được phát hiện ngày 16 tháng 10 năm 1977 bởi Cornelis Johannes van Houten, Ingrid van Houten-Groeneveld và Tom Gehrels ở Đài thiên văn Palomar. Nó được đặt theo tên Dutch cosmologist và theoretical astrophysicist Vincent Icke (phát âm tiếng Hà Lan: [ˈɪkə]).